# Благовіщенська сільська рада (Більмацький район)
| Благовіщенська сільська рада — колишній орган місцевого самоврядування у Більмацькому районі Запорізької області з адміністративним центром у с. Благовіщенка. Водоймища на території, підпорядкованій даній раді: р,Грузька. Сільській раді були підпорядковані населені пункти: - с. Благовіщенка - с. Новокам'янка |

## Склад ради
Рада складалася з 16 депутатів та голови.

### Керівний склад ради
| ПІБ                           | Основні відомості                                                                 | Дата обрання | Дата звільнення |
| ----------------------------- | --------------------------------------------------------------------------------- | ------------ | --------------- |
| Ольшанський Микола Васильович | Сільський голова, 1951 року народження, освіта, член Комуністичної партії України | 26.03.2006   | 31.10.2010      |
| Недобуга Ірина Федорівна      | Сільський голова, 1968 року народження, освіта вища, позапартійна                 | 31.10.2010   |                 |

Примітка: таблиця складена за даними джерела